# Mandara (Fernsehserie)
Mandara ist der Titel einer deutschen Jugendserie, bestehend aus 12 Teilen à 25 Minuten, die erstmals in der Vorweihnachtszeit 1983 im ZDF ausgestrahlt wurde. Regie führte Franz Josef Gottlieb.

## Inhalt
Shabu, ein Prinz aus einem fernen Land, raubt im 19. Jahrhundert der Göttin Mandara ein Amulett, und will sie zusammen mit ihrer Götterstatue so weit wie möglich von seiner Heimat wegbringen, um das Leben seiner jüngeren Schwester und seines Volkes zu retten. Er erleidet Schiffbruch an der Küste einer deutschen Insel und wird von Eltje, der Tochter des Dorfapothekers von Breemster, entdeckt. Sie versteckt ihn vor den „Strandpiraten“, welche Schiffe mit falschen Signalfeuern in eine Falle locken und das Strandgut einsammeln. Die Strandpiraten vermuten schnell, dass der Prinz ein unliebsamer Augenzeuge ist und versuchen ihn wie alle ihre anderen Opfer zu beseitigen.
Auch ein böser Dämon (gespielt von Horst Frank), der treuste Diener Mandaras, ist hinter der Statue und dem Amulett her. Es gelingt ihm, Eltje zu verführen und zur Priesterin Mandaras zu machen. Alles Lebende, das sie fortan mit der linken Hand berührt, stirbt augenblicklich. So tötet sie auch ihren Freund Hendrik. Im Glauben, das Amulett so verschwinden zu lassen, opfert sich Shabu. Ein Strandpirat findet jedoch das Amulett und versteckt es vor der Polizei in einem Kirchenfenster. Mit einem Sandsturm zerstören der Dämon und Eltje dann das Dorf und begraben es unter den Dünen.
Über 100 Jahre später ist Breemster wiederhergestellt und eine Touristenfalle. Die Protagonisten des alten Dorfs kommen in ähnlicher Weise wie vor 100 Jahren vor, nur im Umfeld der 1980er Jahre. Prinz Shabu taucht als reicher Nachfahre Shabus erneut auf, dieses Mal versucht er aber die Götze und das Amulett zu finden und zurückzubringen, um sein Land mächtig zu machen. Sein Leibwächter ist ihm hingegen zwar loyal, aber fürchtet die Folgen, wenn Mandara zurückkehrt. Der Dämon tritt ebenfalls wieder in Erscheinung und gibt sich nun als „Professor Hass“ („Haas“ gesprochen) aus und bemüht sich, dass Prinz Shabu sein Ziel erreicht.
Am Ende wird das Amulett zerstört, der Dämon Hass dadurch verbannt und der Fluch gebrochen. Prinz Shabu kehrt zerknirscht in sein Heimatland zurück.

## Drehorte
Gedreht wurde fast ausschließlich in Berlin-Rudow. Dort standen noch Kulissen aus dem Film „Die Laurents“, diese wurden zum Dorf „Breemster“ umgebaut. Die Szenen am Strand, in den Dünen und am Yachthafen wurden auf Sylt gedreht. Die Anfangssequenz entstand im botanischen Garten in Berlin.

## Trivia
- Mandara ist ein historisches zentralafrikanisches Königreich. Obwohl die Anfangssequenz und die Götze indisch wirken, wird auch in der Serie angedeutet, dass Shabu, die Götze und das Amulett aus einem afrikanischen Königreich stammen. Konkrete Aussagen werden jedoch vermieden.
- Der Schauspieler Stefan Ernst, der Shabu spielt, wurde von Joachim Tennstedt synchronisiert.
- Vom ZDF wurde die Serie zwei Mal ausgestrahlt: 1983 und 1990.
- Bei dieser Serie handelt es sich entgegen dem Anschein nicht um eine der ZDF-Weihnachtsserien.

## Hörspiel
Mandara ist auch als Hörspielreihe bei Europa erschienen. Dabei wurde die Tonspur aus der Serie übernommen und durch zusätzliche Musik ergänzt.
Die sechs Musikkassetten:
1. Die Windgestalt / Vom anderen Ende der Welt
2. Das Geheimnis um Shabu / Der Gast aus Polder
3. Die goldene Hand / Der Stein des Großen Rates
4. Der Fluch aus fernen Tagen / Ein neuer Shabu
5. Mandara wird wiedergefunden / Das weiße Rauschen
6. Eltje und die goldene Hand / Das Ende des Dämons

## DVD
Mandara erschien am 27. Juni 2008 auf einer Doppel DVD.